# ワルシャワ中央駅

ワルシャワ中央駅の位置

ワルシャワ中央駅（わるしゃわちゅうおうえき、Warszawa Centralna）はポーランドの首都ワルシャワにある鉄道駅である。ドイツ、ウクライナ、ベラルーシ、ロシアなどへと至る国際列車が発着する。
2005年にポーランド国鉄が制定した国内鉄道駅格付では、Aランク駅である。

## 概要
1975年、アルセニウシュ・ロマノヴィッチの設計で現在の駅舎が完成した。
ワルシャワ中央駅は地下鉄（地下鉄1号線）とは連絡はしていないが、バス、トラム、各近郊鉄道（ワルシャワ都市高速鉄道（SKM）社、マゾフシェ鉄道（KM）社、ワルシャワ通勤鉄道（WKD）社の、旧国営3社）との接続がある。
国際列車によってドイツのベルリン、ロシアのモスクワなどと結ばれている。グダンスク、カトヴィツェ、クラクフなどの主要都市を結ぶICも発着する。ワルシャワからクラクフの間に高速新線が開通したため、両都市間の移動は約3時間と便利になった。

## 駅構造
共産党政権下の各国でみられる建築様式である。大きな駅舎だが、乗車ホームは地階にあり、駅の1階と2階には切符売り場や店がある。有人の切符売り場は混雑することが多く、切符購入には時間を要する。地階のホームは4本で、8番線まである。

## 駅周辺
- 文化科学宮殿
- ズウォティ・タラスィ（英語版）
- ホテル・マリオット（英語版）
- オクスフォード・タワー（英語版）
- ズウォタ44（英語版）
- WKDワルシャワ・シルドミエシチェ駅

## 歴史
- 1975年 - 開業。

## 隣の駅
ポーランド国鉄
1号線
ワルシャワ中央駅 - ワルシャワ西駅
2号線
ワルシャワ中央駅 - ワルシャワ東駅